# Franz Steindachner
Franz Steindachner, född 11 november 1834 i Wien, död 10 december 1919 i Wien, var en österrikisk zoolog, iktyolog och herpetolog. Han publicerade mer än 200 vetenskapliga arbeten över fiskar, och lika många om kräldjur och groddjur. Steindachner beskrev hundratals nya arter av fiskar och flera dussin ny grod- och kräldjur. Bland reptilerna har minst sju arter blivit namngivna efter Steindachner.

## Eponymer
Ett urval taxa uppkallade efter Franz Steindachner:
- Steindachneriidae (lykttorskfiskar), en familj havslevande djuphavsfisk som finns i västra Atlanten
- Steindachneria (lykttorskar), det enda släktet i familjen lykttorskfiskar
- Steindachneria argentea (lykttorsk), den enda arten i släktet lykttorskar
- Steindachneridion, ett om sex arter omfattande släkte sydamerikanska fiskar, upptäckt av Steindachner, och sedan uppkallat efter honom
- Steindachnerina, ett släkte sydamerikanska fiskar